# Abaddon despoliator
Abaddon là một chi Opiliones thuộc họ Lomanellidae. Chi này chứa duy nhất một loài là Abaddon despoliator. Loài này được đặt tên theo nhân vật "Abaddon the Despoiler" trong Warhammer 40,000. Loài này được tìm thấy ở tây nam Tây Úc.